# 科学岛路
科学岛路，安徽省合肥市的一条南北向道路，得名自中科院合肥分院所在的半岛，道路北起科学岛内部的湖滨北路，经蜀山湖大桥、湖光路、井岗路、樊洼西路后，止于长江西路正接玉兰大道，蜀山湖大桥以北亦称迎宾路。科学岛路曾一直是庐阳北郊居民穿越董铺水库前往高新区的捷径，2020年因中科院合肥物质科学研究院承担国家重大科研业务，科学岛封闭管理，市民不再能随意途径科学岛内部道路。

## 轨道交通
- █ 2号线：大蜀山站